# Unidade flutuante de armazenamento e regaseificação
Unidade flutuante de armazenamento e regaseificação (FSRU, em inglês Floating Storage and Regasification Unit) é a denominação recebida por navios que são adaptados para receber gás natural liquefeito e restaurá-lo à forma gasosa, tornando-o apto ao consumo.